# Тереза Матилда фон Мекленбург-Щрелиц
Тереза Матилда Амалия фон Мекленбург-Щрелиц (на немски: Therese Mathilde Amalie von Mecklenburg-Strelitz; * 5 април 1773 в Хановер; † 12 февруари 1839 в дворец Таксис при Дишинген) е херцогиня от Мекленбург-Щрелиц и чрез женитба княгиня на Турн и Таксис (1805 – 1827). На Виенския конгрес тя успява да защити интересите на фамилята Турн и Таксис.
Тя е третата дъщеря на херцог Карл II фон Мекленбург (1741 – 1816) и първата му съпруга ландграфиня Фридерика Каролина Луиза фон Хесен-Дармщат (1752 – 1782), дъщеря на ландграф Георг Вилхелм фон Хесен-Дармщат (1722 – 1782) и графиня Мария Луиза Албертина фон Лейнинген-Дагсбург-Фалкенбург (1729 – 1818). Леля ѝ Августа е майка на крал Лудвиг I. След смъртта на майка ѝ Фридерика на 22 май 1782 г., баща ѝ се жени на 28 септември 1784 г. за нейната по-малка сестра Шарлота (1755 – 1785), която умира на 12 декември 1785 г. Баща ѝ Карл се отказва след това от службата си в Хановер и се мести при майката на Шарлота в Дармщат, и ѝ дава да гледа децата.
По-малките и ̀сестри са Луиза (1776 – 1810), омъжена на 24 декември 1793 г. за по-късния крал Фридрих Вилхелм III от Прусия (1770 − 1840), и Фридерика (1778 – 1841), която става принцеса на Прусия и от 1837 г. кралица на Хановер.
Тереза умира на 12 февруари 1839 г. на 65 години в дворец Таксис при Дишинген и е погребана в църквата Св. Емеран, Регенсбург.

## Фамилия
Тереза Матилда Амалия се омъжва на 25 май 1789 г. в Нойщрелиц за княз Карл Александер фон Турн и Таксис (1770 – 1827), големият син, на княз Карл Анселм фон Турн и Таксис (1733 – 1805) и първата му съпруга Августа Елизабет фон Вюртемберг (1734 – 1787). Те имат децата:
- Шарлота Луиза (1790 – 1790)
- Георг Карл (1792 – 1795)
- Мария Терезия (1794 – 1874), омъжена на 18 юни 1812 г. в Регенсбург за унгарския княз Паул III Антал Естерхази дьо Галанта (1786 – 1866)
- Луиза Фридерика (1798 – 1798)
- Мария София Доротея (1800 – 1870), омъжена на 17 април 1827 г. в дворец Таксис (развод 2 май 1835) за херцог Паул Вилхелм фон Вюртемберг (1797 – 1860), син на херцог Евгений фон Вюртемберг
- Максимилиан Карл (1802 – 1870), 6. княз на Турн и Таксис, женен I. на 24 август 1828 г. в Регенсбург за фрайин Вилхелмина Каролина Христиана Хенриета фон Дьорнберг (1803 – 1835), II. на 24 януари 1839 г. в Йотинген за принцеса Матилда София фон Йотинген-Йотинген и Йотинген-Шпилберг (1816 – 1886)
- Фридрих Вилхелм (1805 – 1825), неженен